# 30-й окремий батальйон радіаційного, хімічного, біологічного захисту (Україна)
30-й окремий батальйон радіаційного, хімічного, біологічного захисту (30 ОБРХБз, в/ч А0749) — колишнє формування військ радіаційного, хімічного та біологічного захисту 6-го армійського корпусу Збройних сил України. Ліквідоване у 2013 році.

## Історія
18-та бригада хімічного захисту (18 БрРХ, в/ч 59910) Одеського військового округу ввійшла до складу ЗСУ в 1991 році.
Переведений з міста Балта у 2004—2005 роках на місце розташування розформованого 90-го навчального центру.
Процес ліквідації розпочався у вересні 2013 року і завершився до кінця року. Озброєння, техніку та матеріально-технічні засоби залізницею розпочали вивозити у вересні. Приміщення планувалось передати місцевій громаді або району. Строки розформування батальйону пов'язані з процесом вивозу ракетного палива з 2733-го складу ракетного палива в м. Любашівка. Частина була задіяна в цій операції.

## Озброєння

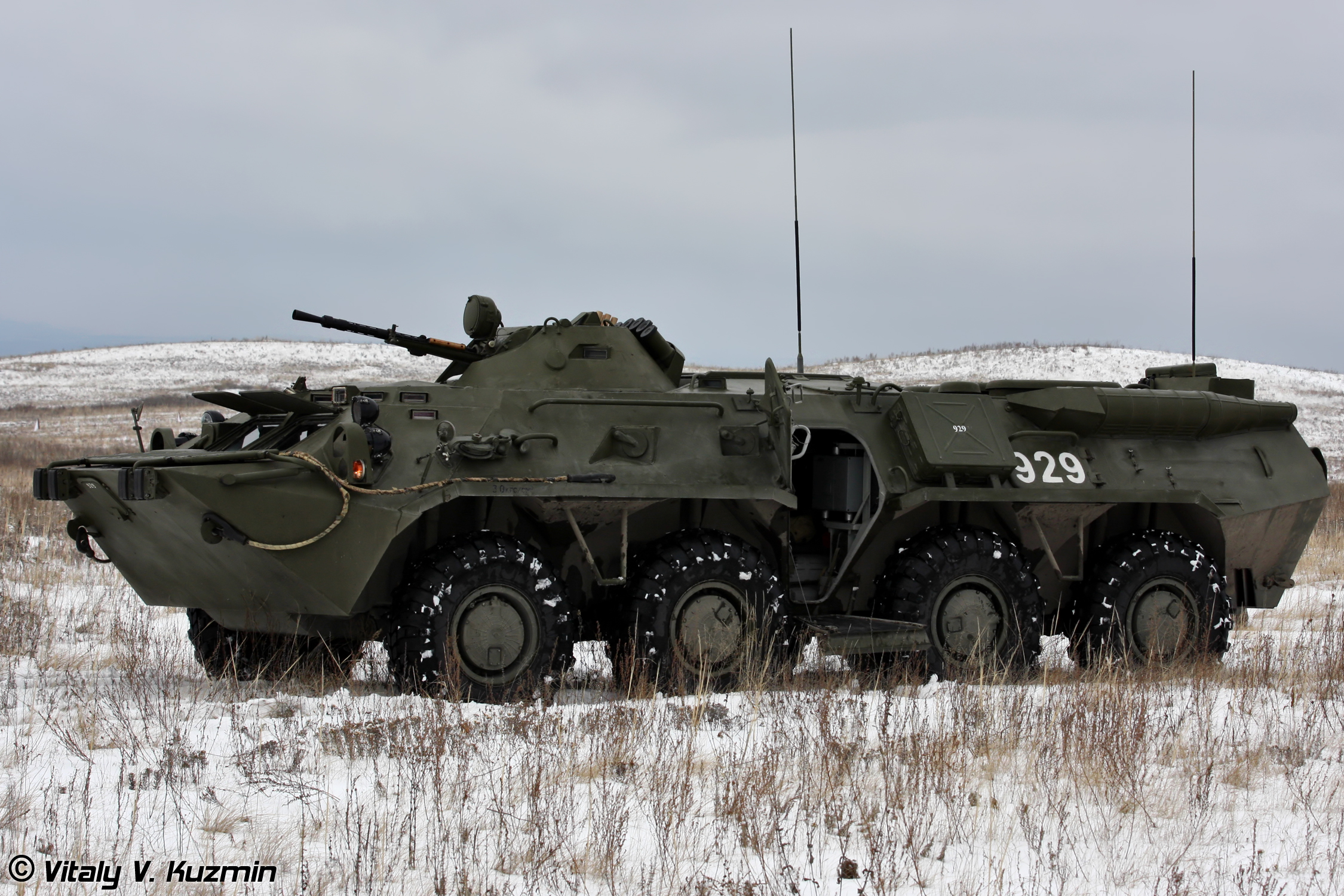
Машина РХМ-4

За даними довідника Лєнського для ведення РХБ розвідки станом на 1991 рік в бригаді знаходилась 1 машина РХМ-4. Такі машини надходили на заміну БРДМ-2рхб, для розвідки в інтересах частин та з'єднань, що діяли на колісній техніці.

## Структура
Структура бригади:
- 1-й батальйон РХБ розвідки;
- 2-й батальйон РХБЗ;
- 3-й димовий батальйон;
- 4-й батальйон РХБЗ тилу.

## Командування
полковник Шентяпін Олексій Іванович[джерело?].